# Luis Senarens
Luis Philip Senarens (geboren am 24. April 1863 in New York City; gestorben am 26. Dezember 1939 ebenda) war ein amerikanischer Schriftsteller, bekannt durch zahlreiche Groschenromane (dime novels) mit den Abenteuern der jugendlichen Erfinder Frank Reade, Jr. und Jack Wright.

## Leben
Senarens studierte Rechtswissenschaft am St. John’s College in Brooklyn und machte dort einen Abschluss. Er hatte schon mit 16 Jahren zu schreiben und Geschichten zu verkaufen begonnen und übernahm in den 1880er Jahren die bei Frank Tousey Publications erscheinende Reihe Frank Reade, Jr. Es handelte sich um eine Groschenheftreihe um einen jugendlichen Erfinder und seine abenteuerlichen Reisen rund um die Welt in allen möglichen Arten von Luftschiffen, Unterseeboote etc., bei denen dann öfters verlorene Welten bzw. Rassen entdeckt werden und/oder diversen Schurken das Handwerk gelegt wird. Ab 1891 schrieb er parallel ähnlich strukturierte Geschichten mit dem Protagonisten Jack Wright. In der Encyclopedia of Science Fiction wird die Reihe folgendermaßen beurteilt:

„As a whole, the sequence hints at the worst in the dime-novel tradition: very bad writing, sadism, a rancorous disparaging of all races with the exception of WASPS, factual ignorance, coarse Imperialist Clichés about Manifest Destiny and the right of the White Man to rule the world. But the Frank Reade tales are, in the end, are also of interest for more positive reasons. They comprise a central set of examples of the development of the Edisonade, and were therefore central to the evolution of the dime novel from isolated Inventions toward Pulp sf, and were one of the central elements in the eventual creation of modern Children’s SF.“

„Insgesamt weist die Reihe die übelsten Merkmale des Groschenromans auf: schlampig geschrieben, Sadismus, verächtliche Behandlung sämtlicher Rassen mit Ausnahme der WASPS, Unwissen, imperialistische Klischees, nach denen der weiße Mann von der Vorsehung bestimmt ist, die Welt zu beherrschen. Aber die Frank-Reade-Geschichten sind letztlich doch nicht uninteressant, da sie für die Entwicklung der Edisonade und des Groschenromans exemplarisch sind und eine zentrale Rolle spielten bei der Entwicklung von der Erfindergeschichte zur frühen Pulp-Science-Fiction und in den Anfängen moderner Science-Fiction für Jugendliche.“

Insgesamt hat Senarens vielleicht 2000 Geschichten geschrieben und ist damit einer der produktivsten Vielschreiber in den Anfängen der Science-Fiction. Er wurde als der „amerikanische Jules Verne“ bezeichnet, was nicht ganz falsch ist, denn so unterschiedlich die literarischen Qualitäten sein mögen, so ähnlich sind sich Verne und Senarens in ihren Themen, was es zum Beispiel erlaubte, dieselbe Illustration für Geschichten von Verne und Senarens zu verwenden – wie etwa in dem stark an Verne angelehnten Frank Reade, Jr. and His Queen Clipper of the Clouds (1890), dessen Illustration dann teilweise wieder für Vernes Maître du monde (1904) gebraucht wurden. Die Reihe der Frank-Reade-Romane wurde ab 1979 in zehn Bänden als The Frank Reade Library nachgedruckt, herausgegeben und eingeleitet von Everett Franklin Bleiler.
1904 wurde Senarens Redakteur bei Frank Tousey, ab 1913 war er Redakteur von Moving Picture Stories Weekly, 1923 ging er in den Ruhestand.
Senarens hatte 1895 geheiratet und aus der Ehe einen Sohn und eine Tochter. 1939 ist er im Alter von 76 Jahren gestorben.

## Bibliografie
Frank Reade, Jr.
- Frank Reade, Jr. and His Steam Wonder (1884)
- Frank Reade, Jr. and His Electric Boat (1884)
- Frank Reade, Jr. and His Adventures with His Latest Invention (1884)
- Frank Reade, Jr. and His Airship (1884)
- Frank Reade, Jr.’s Marvel; or, Above and Below Water (1884)
- Frank Reade, Jr. in the Clouds (1885)
- Frank Reade, Jr.’s Great Electric Tricycle and What He Did for Charity (1885)
- Frank Reade, Jr., and His Airship in Africa (1885)
- Across the Continent on Wings; or, Frank Reade, Jr.’s Greatest Flight (1886)
- Frank Reade, Jr. Exploring Mexico in His New Airship (1886)
- The Electric Man; or, Frank Reade, Jr. in Australia (1887)
- The Electric Horse; or, Frank Reade, Jr. and His Father in Search of the Lost Treasure of the Peruvians (1888)
- Frank Reade, Jr.’s Race Through the Clouds (1888)
- Frank Reade, Jr. and His Electric Team; or, In Search of a Missing Man (1888)
- Frank Reade, Jr.’s Search for a Sunken Ship; or, Working for the Government (1889)
- Frank Reade, Jr. in the Far West; or, The Search for a Lost Gold Mine (1890)
- Frank Reade, Jr. and His Queen Clipper of the Clouds (1890)
- Frank Reade, Jr. and His Monitor of the Deep; or, Helping a Friend in Need (1890)
- Frank Reade, Jr. Exploring a River of Mystery (1890)
- Frank Reade, Jr. and His Electric Air Yacht; or, The Great Inventor among the Aztecs (1891)
- Frank Reade, Jr. in a Sea of Sand and His Discovery of a Lost People (1891)
- Frank Reade, Jr. and His Greyhound of the Air; or, The Search for the Mountain of Gold (1891)
- From Pole to Pole; or, Frank Reade, Jr.’s Strange Submarine Voyage (1891)
- Frank Reade, Jr. and His Electric Coach; or, The Search for the Isle of Diamonds (1891)
- Frank Reade, Jr. and His Airship in Asia; or, A Flight Across the Steppes (1892)
- Frank Reade, Jr. and His Electric Ice Boat; or, Lost in the Land of Crimson Snow (1892)
- Frank Reade, Jr.’s Electric Cyclone; or, Thrilling Adventures in No Man’s Land (1892)
- Frank Reade, Jr. with His New Steam Man; or, The Young Inventor’s Trip to the Far West (1892)
- Frank Reade, Jr. with His New Steam Man in No Man’s Land; or, On a Mysterious Trail (1892)
- Frank Reade, Jr. with His New Steam Man in Central America (1892)
- Frank Reade, Jr. with His New Steam Man in Texas; or, Chasing the Train Robbers (1892)
- Frank Reade, Jr. with His New Steam Man in Mexico; or, Hot Work Among the Greasers (1892)
- Frank Reade, Jr. with His New Steam Man Chasing a Gang of “Rustlers”; or, Wild Adventures in Montana (1892)
- Frank Reade, Jr. and His New Steam Horse; or, The Search for a Million Dollars (1892)
- Frank Reade, Jr. with His New Steam Horse among the Cowboys; or, The League of the Plains (1892)
- Frank Reade, Jr. with His New Steam Horse in the Great American Desert; or, The Sandy Trail of Death (1892)
- Frank Reade, Jr. with His New Steam Horse and the Mystery of the Underground Ranch (1892)
- Frank Reade, Jr. with His New Steam Horse in Search of an Ancient Mine (1892)
- Frank Reade, Jr. with His New Steam Horse in the North-West; or, Wild Adventures among the Blackfeet (1892)
- Frank Reade, Jr.’s Electric Air Canoe; or, The Search for the Valley of Diamonds (1892)
- Frank Reade, Jr.’s New Electric Submarine Boat “The Explorer”; or, To the North Pole under the Ice (1893)
- Frank Reade, Jr.’s New Electric Van; or, Hunting Wild Animals in the Jungles of India (1893)
- Frank Reade, Jr.’s “White Cruiser” of the Clouds; or, The Search for the Dog-Faced Men (1893)
- Frank Reade, Jr.’s Deep Sea Diver the “Tortoise”; or, The Search for a Sunken Island (1893)
- Frank Reade, Jr.’s New Electric Terror the “Thunderer”; or, The Search for the Tartar’s Captive (1893)
- Frank Reade, Jr. and His Air-Ship (1893)
- Frank Reade, Jr.’s Latest Air Wonder the “Kite”; or, A Six Weeks’ Flight Over the Andes (1893)
- Frank Reade, Jr.’s New Electric Invention the “Warrior”; or, Fighting the Apaches in Arizona (1893)
- Frank Reade, Jr.’s “Sea Serpent”; or, The Search for Sunken Gold (1893)
- Fighting the Slave Hunters; or, Frank Reade, Jr. in Central Africa (1893)
- Around the World Under Water; or, The Wonderful Cruise of a Submarine Boat (1893)
- Lost in the Land of Fire; or, Across the Pampas in the Electric Turret (1893)
- Six Weeks in the Great Whirlpool; or, Strange Adventures in a Submarine Boat (1893)
- Chased Across the Sahara; or, The Bedouins’ Captive (1893)
- The Mystic Brand; or, Frank Reade, Jr. and His Overland Stage upon the Staked Plains (1893)
- Frank Reade, Jr. and His New Torpedo Boat; or, At War with the Brazilian Rebels (1893)
- Frank Reade, Jr. and His Magnetic Gun-Carriage; or, Working for the US (1893)
- Frank Reade, Jr. and His Engine of the Clouds; or, Chased Around the World in the Sky (1893)
- The Sunken Pirate; or, Frank Reade, Jr. in Search of Treasure at the Bottom of the Sea (1893)
- Frank Reade, Jr. and His Electric Air-Boat; or, Hunting Wild Beasts for a Circus (1893)
- The Black Range; or, Frank Reade, Jr. among the Cowboys with His New Electric Caravan (1894)
- From Zone to Zone; or, The Wonderful Trip of Frank Reade, Jr. with His Latest Air-Ship (1894)
- Frank Reade, Jr. and His Electric Prairie Schooner; or, Fighting the Mexican Horse Thieves (1894)
- Frank Reade, Jr. and His Electric Cruiser of the Lakes; or, A Journey Through Africa by Water (1894)
- Sir Weeks in the Clouds; or, Frank Reade, Jr.’s Air-Ship, The Thunderbolt of the Skies (1894)
- Frank Reade, Jr.’s Electric Air Racer: or, Around the Globe in Thirty Days (1894)
- Frank Reade, Jr. and His Flying Ice Ship; or, Driven Adrift in the Frozen Sky (1894)
- Frank Reade, Jr. and His Electric Sea Engine; or, Hunting for a Sunken Diamond Mine (1894)
- Frank Reade, Jr. Exploring a Submarine Mountain; or, Lost at the Bottom of the Sea (1894)
- Frank Reade, Jr.’s Electric Buckboard; or, Thrilling Adventures in North Australia (1894)
- Frank Reade, Jr.’s Search for the Sea Serpent; or, Six Thousand Miles under the Sea (1894)
- Frank Reade, Jr.’s Desert Explorer; or, The Underground City of the Sahara (1894)
- Frank Reade, Jr.’s New Electric Air-Ship the “Zephyr”; or, From North to South Around the Globe (1894)
- Across the Frozen Sea; or, Frank Reade, Jr.’s Electric Snow Cutter (1894)
- Lost in the Great Atlantic Valley; or, Frank Reade, Jr. and His Submarine Wonder the “Dart” (1894)
- Frank Reade, Jr. and His New Electric Air-Ship the “Eclipse”; or, Fighting the Chinese Pirates (1894)
- Frank Reade, Jr.’s Clipper of the Prairie; or, Fighting the Apaches in the Far Southwest (1894)
- Under the Amazon for a Thousand Miles; or, Frank Reade, Jr.’s Wonderful Trip (1894)
- Frank Reade, Jr.’s Search for the Silver Whale; or, Under the Ocean in the Electric “Dolphin” (1894)
- Frank Reade, Jr.’s Catamaran of the Air; or, Wild and Wonderful Adventures in North Australia (1894)
- Frank Reade, Jr.’s Search for a Lost Man in His Latest Air Wonder (1894)
- Frank Reade, Jr. in Central India; or, The Search for the Lost Savants (1894)
- The Missing Island; or, Frank Reade, Jr.’s Wonderful Trip under the Deep Sea (1894)
- Over the Andes with Frank Reade, Jr. in His New Air-Ship; or, Wild Adventures in Peru (1894)
- Frank Reade, Jr.’s Prairie Whirlwind; or, The Mystery of the Hidden Canyon (1894)
- Under the Yellow Sea; or, Frank Reade, Jr.’s Search for the Cave of Pearls with His New Submarine Cruiser (1894)
- Around the Horizon for Ten Thousand Miles; or, Frank Reade, Jr.’s Most Wonderful Trip with His Air-Ship (1894)
- Frank Reade, Jr.’s “Sky Scraper”; or, North and South Around the World (1894)
- Under the Equator from Ecuador to Borneo; or, Frank Reade, Jr.’s Greatest Submarine Voyage (1894)
- From Coast to Coast; or, Frank Reade, Jr.’s Trip Across Africa in His Electric “Boomerang” (1894)
- Frank Reade, Jr. and His Electric Car; or, Outwitting a Desperate Gang (1894)
- Lost in the Mountains of the Moon; or, Frank Reade, Jr.’s Great Trip with His New Air-Ship, the “Scud” (1894)
- 100 Mites Below the Surface of the Sea; or, The Marvelous Trip of Frank Reade, Jr.’s “Hardshell” Submarine Boat (1894)
- Abandoned in Alaska; or, Frank Reade, Jr.’s Thrilling Search for a Lost Gold Claim with His New Electric Wagon (1894)
- Around the Arctic Circle; or, Frank Reade, Jr.’s Most Famous Trip with His Air-Ship, The “Orbit” (1894)
- Under Four Oceans; or, Frank Reade, Jr.’s Submarine Chase of a “Sea Devil” (1894)
- From the Nile to the Niger; or, Frank Reade, Jr. Lost in the Soudan with His “Overland Omnibus” (1894)
- The Chase of a Comet; or, Frank Reade, Jr.’s Most Wonderful Aerial Trip with His New Air-Ship, the “Flash” (1894)
- Lost in the Great Undertow; or, Frank Reade, Jr.’s Submarine Cruise in the Gulf Stream (1894)
- From Tropic to Tropic; or, Frank Reade, Jr.’s Latest Tour with His Bicycle Car (1894)
- To the End of the Earth in an Air-Ship; or, Frank Reade, Jr.’s Great Mid-Air Flight (1894)
- The Underground Sea; or, Frank Reade, Jr.’s Subterranean Cruise in His Submarine Boat (1894)
- The Mysterious Mirage; or, Frank Reade, Jr.’s Desert Search for a Secret City with His New Overland Chaise (1894)
- The Electric Island; or, Frank Reade, Jr.’s Searchfor the Greatest Wonder on Earth with His Air-Ship, the “Flight” (1894)
- For Six Weeks Buried in a Deep Sea Cave; or, Frank Reade, Jr.’s Great Submarine Search (1894)
- The Galleon’s Gold; or, Frank Reade, Jr.’s Deep Sea Search (1894)
- Across Australia with Frank Reade, Jr. in His New Electric Car; or, Wonderful Adventures in the Antipodes (1894)
- Frank Reade, Jr.’s Greatest Flying Machine; or, Fighting the Terror of the Coast (1894)
- On the Great Meridian with Frank Reade, Jr. in His New Air Ship; or, A Twenty-Five Thousand Mile Trip in Mid-Air (1895)
- Under the Indian Ocean with Frank Reade, Jr.; or, A Cruise in a Submarine Boat (1895)
- Astray in the Selvas; or, The Wild Experiences of Frank Reade, Jr., Barney and Pomp, in South America with the Electric Car (1895)
- Lost in a Comet’s Tail; or, Frank Reade, Jr.’s Strange Adventure with His New Air-Ship (1895)
- Six Sunken Pirates; or, Frank Reade, Jr.’s Marvelous Adventures in the Deep Sea (1895)
- Beyond the Gold Coast; or, Frank Reade, Jr.’s Overland Trip with His Electric Phaeton (1895)
- Latitude 90; or, Frank Reade, Jr.’s Most Wonderful Mid-Air Flight (1895)
- Afloat in a Sunken Forest; or, With Frank Reade, Jr. on a Submarine Cruise (1895)
- Across the Desert of Fire; or, Frank Reade, Jr.’s Marvelous Trip to a Strange Country (1895)
- Over Two Continents; or, Frank Reade, Jr.’s Long Distance Flight with His New Air-Ship (1895)
- The Coral Labyrinth; or, Lost with Frank Reade, Jr. in a Deep Sea Cave (1895)
- Along the Orinoco; or, With Frank Reade, Jr. in Venezuela (1895)
- Across the Earth; or, Frank Reade, Jr.’s Latest Trip with His New Air-Ship (1895)
- 1,000 Fathoms Deep; or, With Frank Reade, Jr. in the Sea of Gold (1895)
- The Island in the Air; or, Frank Reade, Jr.’s Trip to the Tropics (1895)
- The Sunken Isthmus; or, With Frank Reade, Jr. in the Yucatan Channel, with His New Submarine Yacht, the “Sea Diver” (1895)
- The Lost Caravan; or, Frank Reade, Jr. on the Staked Plains with His “Electric Racer” (1895)
- The Transient Lake; or, Frank Reade, Jr.’s Adventures in a Mysterious Country with His New Air-Ship, the “Spectre” (1895)
- The Weird Island; or, Frank Reade, Jr.’s Strange Submarine Search for a Deep Sea Wonder (1895)
- The Abandoned Country; or, Frank Reade, Jr. Exploring a New Continent (1895)
- Over the Steppes; or, Adrift in Asia with Frank Reade, Jr. (1895)
- The Unknown Sea; or, Frank Reade, Jr.’s Under-Water Cruise (1895)
- In the Black Zone; or, Frank Reade, Jr.’s Quest for the Mountain of Ivory (1895)
- The Lost Navigators; or, Frank Reade, Jr.’s Mid-Air Search with His New Air-Ship, the “Sky Flyer” (1895)
- The Magic Island; or, Frank Reade, Jr.’s Deep Sea Trip of Mystery (1895)
- Through the Tropics; or, Frank Reade, Jr.’s Adventures in the Gran Chaco (1895)
- In White Latitudes; or, Frank Reade, Jr.’s Ten Thousand Mile Flight over the Frozen North (1895)
- Below the Sahara; or, Frank Reade, Jr. Exploring an Underground River, with His Submarine Boat (1895)
- The Black Mogul; or, Through India with Frank Reade, Jr. Abroad His “Electric Boomer” (1895)
- The Missing Planet; or, Frank Reade, Jr.’s Quest for a Fallen Star with His New Air-Ship, “The Zenith” (1895)
- The Black Squadron; or, Frank Reade, Jr. in the Indian Ocean with His Submarine Boat, the “Rocket” (1895)
- The Prairie Pirates; or, Frank Reade, Jr.’s Trip to Texas with His Electric Vehicle, the “Detective” (1895)
- Over the Orient; or, Frank Reade, Jr.’s Travels in Turkey with His New Air-Ship (1895)
- The Black Whirlpool; or, Frank Reade, Jr.’s Deep Sea Search for a Lost Ship (1895)
- The Silent City; or, Frank Reade, Jr.’s Visit to a Strange People with His New Electric “Flyer” (1895)
- The White Desert; or, Frank Reade, Jr.’s Trip to the Land of Tombs (1895)
- Under the Gulf of Guinea; or, Frank Reade, Jr. Exploring the Sunken Reef of Gold with His New Submarine Boat (1895)
- The Yellow Khan; or, Frank Reade, Jr. among the Thugs in Central India (1895)
- Frank Reade, Jr. in Japan, with His War Cruiser of the Clouds (1895)
- Frank Reade, Jr. in Cuba; or, Helping the Patriots with His Latest Air-Ship (1895)
- Chasing a Pirate; or, Frank Reade, Jr. on a Desperate Cruise (1895)
- In the Land of Fire; or, Frank Reade, Jr. among the Head Hunters (1895)
- 7,000 Miles Underground; or, Frank Reade, Jr. Exploring a Volcano (1895)
- The Demon of the Clouds; or, Frank Reade, Jr. and the Ghosts of Phantom Island (1895)
- The Cloud City; or, Frank Reade, Jr.’s Most Wonderful Discovery (1895)
- The White Atoll; or, Frank Reade, Jr. in the South Pacific (1895)
- The Monarch of the Moon; or, Frank Reade, Jr.’s Exploits in Africa with His Electric “Thunderer” (1895)
- 37 Bags of Gold; or, Frank Reade, Jr. Hunting for a Lost Steamer (1895)
- The Lost Lake; or, Frank Reade, Jr.’s Trip to Alaska (1895)
- The Caribs’ Cave; or, Frank Reade, Jr.’s Submarine Search for the Reef of Pearls (1895)
- The Desert of Death; or, Frank Reade, Jr. Exploring an Unknown Land (1895)
- A Trip to the Sea of the Sun; or, With Frank Reade, Jr. on a Perilous Cruise (1895)
- The Black Lagoon; or, Frank Reade, Jr.’s Submarine Search for a Sunken City in Russia (1896)
- The Mysterious Brand; or, Frank Reade, Jr. Solving a Mexican Mystery (1896)
- Across the Milky Way; or, Frank Reade, Jr.’s Great Astronomical Trip with His Air-Ship, “The Shooting Star” (1896)
- Under the Great Lakes; or, Frank Reade, Jr.’s Latest Submarine Cruise (1896)
- The Magic Mine; or, Frank Reade, Jr.’s Trip up the Yukon with His Electric Combination Traveller (1896)
- Across Arabia; or, Frank Reade, Jr.’s Search for the Forty Thieves (1896)
- The Silver Sea; or, Frank Reade, Jr.’s Submarine Cruise in Unknown Waters (1896)
- In the Tundras; or, Frank Reade, Jr.’s Latest Trip Through Northern Asia (1896)
- The Circuit of Cancer; or, Frank Reade, Jr.’s Novel Trip Around the World with His New Air-Ship, the “Flight” (1896)
- The Sacred Sea; or, Frank Reade, Jr.’s Submarine Exploits among the Dervishes of India (1896)
- The Land of Dunes; or, With Frank Reade, Jr. in the Desert of Gobi (1896)
- Six Days under Havana Harbor; or, Frank Reade, Jr.’s Secret Service Work for Uncle Sam (1896)
- The Sinking Star; or, Frank Reade, Jr.’s Trip into Space with His New Air-Ship “Saturn” (1896)
- In the Gran Chaco; or, Frank Reade, Jr. in Search of a Missing Man (1896)
- The Lost Oasis; or, Frank Reade, Jr. in the Australian Desert (1896)
- The Isle of Hearts; or, Frank Reade, Jr. in a Strange Sea with His Submarine Boat (1896)
- Jack Wright and Frank Reade, Jr., the Two Young Inventors; or, Brains Against Brains (1896)

Jack Wright
- Jack Wright, the Boy Inventor; or, Hunting for a Sunken Treasure (1891)
- Jack Wright and His Electric Turtle; or, Chasing the Pirates of the Spanish Main (1891)
- Jack Wright’s Submarine Catamaran; or, The Phantom Ship of the Yellow Sea (1891)
- Jack Wright and his Ocean Racer; or, Around the World in Twenty Days (1891)
- Jack Wright and His Electric Canoe; or, Working the Revenue Service (1891)
- Jack Wright and His Magnetic Motor; or, The Golden City of the Sierras (1891)
- Jack Wright, the Boy Inventor, and His Under-Water Iron-clad; or, The Treasure of the Sandy Sea (1892)
- Jack Wright and His Electric Deer; or, Fighting the Bandits of the Black Hills (1892)
- Jack Wright and His Prairie Engine; or, Among the Bushmen of Australia (1892)
- Jack Wright and His Electric Air Schooner; or, The Mystery of a Magic Mine (1892)
- Jack Wright and His Electric Sea-Motor; or, The Search for a Drifting Wreck (1892)
- Jack Wright and His Ocean Sleuth-Hound; or, Tracking an Underwater Treasure (1892)
- Jack Wright and His Dandy of the Deep; or, Driven Afloat in the Sea of Fire (1892)
- Jack Wright and His Electric Torpedo Ram; or, The Sunken City of the Atlantic (1892)
- Jack Wright and His Deep Sea Monitor; or, Searching for a Ton of Gold (1892)
- Jack Wright, the Boy Inventor, Exploring Central Asia in His Magnetic Hurricane (1892)
- Jack Wright and His Ocean Plunger; or, The Harpoon Hunters of the Arctic (1892)
- Jack Wright and His Electric “Sea-Ghost”; or, A Strange Underwater Journey (1892)
- Jack Wright, the Boy Inventor, and His Deep Sea Diving Bell; or, The Buccaneers of the Gold Coast (1892)
- Jack Wright, the Boy Inventor, and His Electric Tricycle-Boat; or, The Treasure of the Sun-Worshippers (1892)
- Jack Wright and His Undersea Wrecking Raft; or, The Mystery of a Scuttled Ship (1892)
- Jack Wright and His Terror of the Seas; or, Fighting for a Sunken Fortune (1892)
- Jack Wright and His Electric Diving Boat; or, Lost under the Ocean (1892)
- Jack Wright and His Submarine Yacht; or, The Fortune Hunters of the Red Sea (1892)
- Jack Wright and His Electric Gunboat; or, The Search for a Stolen Girl (1893)
- Jack Wright and His Electric Sea Launch; or, A Desperate Cruise for Life (1893)
- Jack Wright and His Electric Bicycle-Boat; or, Searching for Captain Kidd’s Gold (1893)
- Jack Wright and His Electric Side-Wheel Boat; or, Fighting the Brigands of the Coral Isles (1893)
- Jack Wright’s Wonder of the Waves; or, The Flying Dutchman of the Pacific (1893)
- Jack Wright and His Electric Exploring Ship; or, A Cruise Around Greenland (1893)
- Jack Wright and His Electric Man-of-War; or, Fighting the Sea Robbers of the Frozen Coast (1893)
- Jack Wright and His Submarine Torpedo-Tug; or, Winning a Government Reward (1893)
- Jack Wright and His Electric Sea-Demon; or, Daring Adventures under the Ocean (1893)
- Jack Wright and His Electric “Whale”; or, The Treasure Trove of the Polar Sea (1893)
- Jack Wright and His Electric Marine Rover"; or, 50,000 Miles in Ocean Perils (1893)
- Jack Wright and His Electric Deep Sea Cutter; or, Searching for a Pirate’s Treasure (1893)
- Jack Wright and His Electric Monarch of the Ocean; or, Cruising fora Million in Gold (1893)
- Jack Wright and His Electric Devil-Fish; or, Fighting the Smugglers of Alaska (1893)
- Jack Wright and His Electric Demon of the Plains; or, Wild Adventures among the Cowboys (1893)
- Jack Wright and His Electric Balloon Ship; or, 30,000 Leagues above the Earth (1893)
- Jack Wright and His Electric Locomotive; or, The Lost Mine of Death Valley (1893)
- Jack Wright and His Iron-Clad Air-Motor; or, Searching for a Lost Explorer (1893)
- Jack Wright and His Electric Tricycle; or, Fighting the Stranglers of the Crimson Desert (1893)
- Jack Wright and His Electric Dynamo Boat; or, The Mystery of a Buried Sea (1893)
- Jack Wright and His Flying Torpedo; or, The Black Demons of Dismal Swamp (1893)
- Jack Wright and His Prairie Privateer; or, Fighting the Western Road-Agents (1893)
- Jack Wright and His Naval Cruiser; or, Fighting the Pirates of the Pacific (1893)
- Jack Wright, the Boy Inventor, and His Whaleback Privateer; or, Cruising in the Behring Sea (1893)
- Jack Wright and His Electric Phantom Boat; or, Chasing the Outlaws of the Ocean (1893)
- Jack Wright and His Winged Gunboat; or, A Voyage to an Unknown Land (1894)
- Jack Wright and His Electric Flyer; or, Racing in the Clouds for a Boy’s Life (1894)
- Jack Wright, the Boy Inventor’s Electric Sledge Boat; or, Wild Adventures in Alaska (1894)
- Jack Wright and His Electric Express Wagon; or, Wiping Out the Outlaws of Deadwood (1894)
- Jack Wright and His Submarine Explorer; or, A Cruise at the Bottom of the Ocean (1894)
- Jack Wright and His Demon of the Air; or, A Perilous Trip in the Clouds (1894)
- Jack Wright and His Electric Ripper; or, Searching for a Treasure in the Jungle (1894)
- Jack Wright and His King of the Sea; or, Diving for Old Spanish Gold (1894)
- Jack Wright and His Electric Balloons; or, Cruising in the Clouds for a Mountain Treasure (1894)
- Jack Wright and His Imp of the Ocean; or, The Wreckers of Whirlpool Reef (1894)
- Jack Wright and His Electric Cab; or, Around the Globe on Wheels (1894)
- Jack Wright and His Flying Phantom; or, Searching for a Lost Balloonist (1894)
- Jack Wright and His Submarine Warship; or, Chasing the Demons of the Sea of Gold (1894)
- Jack Wright and His Prairie Yacht; or, Fighting the Indians of the Sea of Grass (1894)
- Jack Wright and His Electric Air Rocket; or, The Boy Exile of Siberia (1894)
- Jack Wright and His Submarine Destroyer; or, Warring Against the Japanese Pirates (1894)
- Jack Wright and His Electric Battery Diver; or, A Two Months’ Cruise under Water (1894)
- Jack Wright and His Electric Stage; or, Leagued Against the James Boys (1894)
- Jack Wright and His Wheel of the Wind; or, The Jewels of the Volcano Dwellers (1894)
- Jack Wright and the Head-Hunters of the African Coast; or, The Electric Pirate Chaser (1894)
- 3,000 Pounds of Gold; or, Jack Wright and His Electric Bat, Fighting the Cliff-Dwellers of the Sierras (1894)
- Jack Wright among the Demons of the Ocean with His Electric Sea-Fighter (1894)
- Jack Wright, the Wizard of Wrightstown and His Electric Dragon; or, A Wild Race to Save a Fortune (1894)
- Jack Wright’s Electric Land-Clipper; or, Exploring the Mysterious Gobi Desert (1894)
- Skull and Crossbones; or, Jack Wright’s Diving-Bell and the Pirates (1895)
- Jack Wright, the Boy Inventor, and His Phantom Frigate; or, Fighting the Coast Wreckers of the Gulf New York (1895)
- Jack Wright and His Air-Ship on Wheels; or, A Perilous Journey to Cape Farewell (1895)
- Jack Wright and His Electric Roadster in the Desert of Death; or, Chasing the Australian Brigand (1895)
- Jack Wright’s Ocean Marvel; or, The Mystery of a Frozen Island (1895)
- Jack Wright and His Electric Soaring Machine; or, A Daring Flight Through Miles of Peril (1895)
- Jack Wright and His Electric Battery Car; or, Beating the Express Train Robbers (1895)
- Jack Wright and His Electric Sea Horse; or, Seven Weeks in Ocean Perils (1895)
- Jack Wright and His Electric Balloon Boat; or, A Dangerous Voyage above the Clouds (1895)
- In the Jungles of India; or, Jack Wright as a Wild Animal Hunter (1895)
- 50,000 Leagues under the Sea; or, Jack Wright’s Most Dangerous Voyage (1895)
- Jack Wright, the Boy Inventor, Working for the Union Pacific Railroad; or, Over the Continent on the “Electric” (1895)
- Over the South Pole; or, Jack Wright’s Search for a Lost Explorer with His Flying Boat (1895)
- Jack Wright and His Electric Air Monitor; or, The Scourge of the Pacific (1895)
- The Boy Lion Fighter; or, Jack Wright in the Swamps ofAfrica (1895)
- Jack Wright and His Electric Submarine Ranger; or, Afloat among the Cannibals of the Deep (1895)
- The Demon of the Sky; or, Jack Wright’s $10,000 Wager (1895)
- Adrift in the Land of Snow; or, Jack Wright and His Sledge-Boat on Wheels (1896)
- The Floating Terror; or, Jack Wright Fighting the Buccaneers of the Venezuelan Coast (1896)
- Lost in the Polar Circle; or, Jack Wright and His Aerial Explorer (1896)
- Jack Wright, the Boy Inventor, and the Smugglers of the Border Lakes; or, The Second Cruise of the Whaleback “Comet” (1896)
- The Fatal Blue Diamond; or, Jack Wright among the Demon Worshippers with His Electric Motor (1896)
- Running the Blockade; or, Jack Wright Helping the Cuban Filibusters (1896)
- Jack Wright and Frank Reade, Jr., the Two Young Inventors; or, Brains Against Brains (1896)
- The Flying Avenger; or, Jack Wright Fighting for Cuba (1896)
- Jack Wright and His New Electric Horse; or, A Perilous Trip over Two Continents (1896)
- Over the Sahara Desert; or, Jack Wright Fighting the Slave Hunters (1896)
- Diving for a Million; or, Jack Wright and His Electric Ocean Liner (1896)

Young Sleuths
- Young Sleuths in Demijohn City; or, Waltzing William’s Dancing School (1894)
- Young Sleuths on the Stage; or, An Act Not on the Bills (1894)

Romane als Police Captain Howard
- A.D.T.; or, The Messenger Boy Detective (1882)
- The Girl Detective (1882)
- The Mystery of One Night (1882)
- Young Vidocq (1882)

Sachliteratur
- How to Become a Naval Cadet (1891)
- How to Become a West Point Military Cadet (1891)

Ausgaben
- The Frank Reade Library. 10 Bde. Garland, New York 1979–1986.